# پیدمونت (میزوری)
پیدمونت (به انگلیسی: Piedmont) یک شهر در ایالات متحده آمریکا است که در شهرستان وین، میزوری واقع شده‌است. پیدمونت ۵٫۵۷ کیلومتر مربع مساحت و ۱٬۹۷۷ نفر جمعیت دارد و ۱۵۱ متر بالاتر از سطح دریا واقع شده‌است.